# Bo Bedre
Bo Bedre (også kendt som BO BEDRE) er et månedligt livsstilsmagasin om indretning, design og shopping til boligen, som med et oplag på 88.000 eksemplarer  og 654.000 læsere hver måned  er Danmarks mest læste månedsblad. Magasinet udgives i dag af forlaget Benjamin Media A/S, som ejes af den svenske Bonnier koncern, og udkommer også i Norge.

## Historie
Magasinet lanceredes af bladkongen Palle Fogtdal i marts 1961 som et af de første danske specialmagasiner for en bred ikke-faglig læsergruppe. Det skete 2 år efter han dannede sit forlag i 1959. Magasinet blev navngivet af hans kone Inger-Marie Fogtdal og forsiden på det første nummer viste arkitekten Knud Peter Harboes eget hus. Første nummer blev trykt i 60.000 eksemplarer à 2,50 kroner stykket, som blev udsolgt på få dage.
Bonnier Publications A/S overtog i 1983 fra Fogtdal A/S udgivelsen af boligmagasinet.
I forbindelse med bladets 40 års jubilæum i 2001 afholdte Dansk Design Center (DDC) en udstilling om magasinet og dets betydning for dansk boligkultur og design. Bladets første chefredaktør Anker Tiedemann (1961-1978) stod for udstillingens åbningstale . Samme år udkom skriftet Glemmer du så husker vi, BO BEDRE 40 AAR, som blev sponsoreret af en række mærkevareproducenter.
Nuværende chefredaktør Erik Rimmer trådte til i september 2000.
I 2003 lanceredes Bo Bedre i Norge og samme år kom det på nettet under adressen bobedre.dk.
I forbindelse med bladets 50 års jubilæum i 2011 udgav tidligere chefredaktør Anker Tiedemann en e-bog om de først 17 år. .
Der er fem konkurrenter i dag modsat ved bladets begyndelse, hvor der ingen konkurrenter var.